# Matjaž Debelak
Matjaž Debelak (né le 27 août 1965 à Braslovče) est un sauteur à ski yougoslave.

## Palmarès

### Jeux olympiques
| Épreuve / Édition | Calgary 1988 |
| Grand Tremplin    | Bronze       |
| Par Equipes       | Argent       |

### Championnats du monde
| Épreuve / Édition | Oberstdorf 1987 | Lahti 1989 |
| Petit Tremplin    | 23e             | 6e         |
| Grand Tremplin    | 28e             | 28e        |

### Coupe du monde
- Meilleur classement final : 20e en 1987.
- Meilleur résultat : 5e.